# Молодіжна збірна Бразилії з футболу
Молодіжна збірна Бразилії з футболу представляє Бразилію на молодіжних змаганнях з футболу. На відміну від європейських збірних, максимальний вік гравців в цій команді не повинен перевищувати 20 років.

## Виступи на молодіжному ЧС
| Молодіжний чемпіонат світу | Молодіжний чемпіонат світу | Молодіжний чемпіонат світу | Молодіжний чемпіонат світу | Молодіжний чемпіонат світу | Молодіжний чемпіонат світу | Молодіжний чемпіонат світу | Молодіжний чемпіонат світу | Молодіжний чемпіонат світу |
| Рік                        | Раунд                      | Позиція                    | МЗ                         | В                          | Н*                         | П                          | ГЗ                         | ГР                         |
| -------------------------- | -------------------------- | -------------------------- | -------------------------- | -------------------------- | -------------------------- | -------------------------- | -------------------------- | -------------------------- |
| 1977                       | Півфінал                   | 3                          | 5                          | 3                          | 2                          | 0                          | 13                         | 3                          |
| 1979                       | не кваліфікувалась         | не кваліфікувалась         | не кваліфікувалась         | не кваліфікувалась         | не кваліфікувалась         | не кваліфікувалась         | не кваліфікувалась         | не кваліфікувалась         |
| 1981                       | Чвертьфінал                | 6                          | 4                          | 2                          | 1                          | 1                          | 7                          | 4                          |
| 1983                       | Чемпіон                    | 1                          | 6                          | 5                          | 1                          | 0                          | 13                         | 4                          |
| 1985                       | Чемпіон                    | 1                          | 6                          | 6                          | 0                          | 0                          | 14                         | 1                          |
| 1987                       | Чвертьфінал                | 5                          | 4                          | 2                          | 0                          | 2                          | 6                          | 3                          |
| 1989                       | Півфінал                   | 3                          | 6                          | 5                          | 0                          | 1                          | 13                         | 2                          |
| 1991                       | Фінал                      | 2                          | 6                          | 4                          | 2                          | 0                          | 14                         | 4                          |
| 1993                       | Чемпіон                    | 1                          | 6                          | 5                          | 1                          | 0                          | 11                         | 2                          |
| 1995                       | Фінал                      | 2                          | 6                          | 4                          | 1                          | 1                          | 11                         | 3                          |
| 1997                       | Чвертьфінал                | 5                          | 5                          | 4                          | 0                          | 1                          | 25                         | 5                          |
| 1999                       | Чвертьфінал                | 7                          | 5                          | 3                          | 0                          | 2                          | 13                         | 5                          |
| 2001                       | Чвертьфінал                | 5                          | 5                          | 4                          | 0                          | 1                          | 15                         | 2                          |
| 2003                       | Чемпіон                    | 1                          | 7                          | 5                          | 1                          | 1                          | 14                         | 6                          |
| 2005                       | Півфінал                   | 3                          | 7                          | 5                          | 1                          | 1                          | 9                          | 3                          |
| 2007                       | 1/8 фіналу                 | 16                         | 4                          | 1                          | 0                          | 3                          | 6                          | 9                          |
| 2009                       | Фінал                      | 2                          | 7                          | 5                          | 2                          | 0                          | 14                         | 3                          |
| 2011                       | Чемпіон                    | 1                          | 7                          | 5                          | 2                          | 0                          | 18                         | 5                          |
| 2013                       | не кваліфікувалась         | не кваліфікувалась         | не кваліфікувалась         | не кваліфікувалась         | не кваліфікувалась         | не кваліфікувалась         | не кваліфікувалась         | не кваліфікувалась         |
| 2015                       | Фінал                      | 2                          | 7                          | 4                          | 2                          | 1                          | 15                         | 5                          |
| 2017                       | не кваліфікувалась         | не кваліфікувалась         | не кваліфікувалась         | не кваліфікувалась         | не кваліфікувалась         | не кваліфікувалась         | не кваліфікувалась         | не кваліфікувалась         |
| 2019                       | не кваліфікувалась         | не кваліфікувалась         | не кваліфікувалась         | не кваліфікувалась         | не кваліфікувалась         | не кваліфікувалась         | не кваліфікувалась         | не кваліфікувалась         |
| 2023                       | Чвертьфінал                | 7                          | 5                          | 3                          | 0                          | 2                          | 16                         | 7                          |
| Разом                      | 19/23                      | 5 титулів                  | 108                        | 75                         | 16                         | 17                         | 247                        | 78                         |

* Нічиї включають матчі плей-оф, доля яких вирішувалась у серії пенальті.

## Досягнення
Молодіжний чемпіонат світу
- Чемпіон (5): 1983, 1985, 1993, 2003, 2011
- Віце-чемпіон (4): 1991, 1995, 2009, 2015

Молодіжний чемпіонат Америки
- Чемпіон (13): 1974, 1983, 1985, 1988, 1991, 1992, 1995, 2001, 2007, 2009, 2011, 2023, 2025
- Віце-чемпіон (7): 1954, 1977, 1981, 1987, 1997, 2003, 2005